# Paradis pour tous
Pour plus de détails, voir Fiche technique et Distribution.
Paradis pour tous est un film français réalisé par Alain Jessua sorti en 1982.

## Synopsis
Alain Durieux est dépressif. Il consulte le docteur Valois qui lui prescrit une nouvelle thérapie née de ses recherches : le « flashage ». Il s'agit, pour tout résumer, de « couper le nerf de l'émotion ».
Durieux renaît à la vie, une vie édénique dont il ne perçoit définitivement plus la moindre grisaille. Un monstre est né autour duquel le malheur fait la ronde. On apprend bientôt que les « flashés » sont assez nombreux pour former une communauté, leur bonheur radieux fait des envieux. Les postulants sont désormais innombrables.
Valois mesure l'horreur de son invention. Lâchement, et pour ne pas se désavouer, il choisit de se flasher lui aussi. Une forme de suicide, puisque le Dr Valois connaît les effets désastreux de son traitement. L'épouse de Durieux, Jeanne, devait être flashée à son tour, mais dans un premier temps refuse : « Je ne veux pas être heureuse. » Durieux, victime d'une grave chute dans l’escalier alors qu’il est repoussé par Jeanne, ne quitte plus son fauteuil roulant ultra-perfectionné mais se complaît encore plus de leur ménage à trois dans une totale béatitude, la tête vide de toute angoisse, de tout doute, de toute sensibilité.
À la demande d’Alain accidenté et paralysé, Jeanne accepte finalement que Pierre s’occupe d’elle, et acquiesce mutatis mutandis le fait d'être flashée. Le docteur Valois accepte les honneurs, la Légion d’honneur, son cobaye Alain, paralysé, reçoit l'ordre national du Mérite, sans révéler que Pierre est devenu un monstre insensible, tandis que les singes, sujets de ses expériences, apparaissent subitement agressifs. Rares sont ceux qui sont conscients du désastre.

## Fiche technique
- Titre : Paradis pour tous
- Réalisation : Alain Jessua, assisté d'Olivier Horlait et Philippe Malherbe
- Scénario : Alain Jessua et André Ruellan, d'après une idée originale d'Alain Jessua
- Musique : René Koering et Costin Miereanu
- Photographie : Jacques Robin
- Décors : Constantin Mejinsky
- Costumes : Christine Guégan
- Son : Alain Lachassagne
- Effets spéciaux : Georges Démetrau
- Montage : Hélène Plemiannikov
- Production : Alain Jessua, Louis Duchesne (exécutive)
- Sociétés de production : A.J. Films - Alain Jessua Films et Films A2 (Paris)
- Société de distribution : Parafrance
- Genre : comédie dramatique, science-fiction, fantastique, film satirique
- Format : couleur (Fujicolor) — 35 mm — 1,66:1 — son monophonique
- Pays :  France
- Langue originale : français
- Durée : 110 minutes
- Dates de sortie : 
  - France : 25 août 1982
  - États-Unis : octobre 1982 au Festival international du film de Chicago
- Mention CNC[1] : tous publics, Art et essai (visa d'exploitation no 55298 délivré le 24 août 1982)

## Distribution
- Patrick Dewaere : Alain Durieux
- Jacques Dutronc : le docteur Pierre Valois
- Fanny Cottençon : Jeanne Durieux
- Stéphane Audran : Édith
- Philippe Léotard : Marc Lebel
- François Dyrek : le responsable du zoo
- Anna Gaylor : une agent d'assurance
- Jean-Paul Muel : le directeur furieux
- Francis Lemaire : le directeur de l'usine
- André Thorent : M. Borne
- Caroline Berg : Nicole, une femme nue à la piscine
- Patrice Kerbrat : Armand
- Didier Bénureau : présence non créditée
- Stéphane Bouy : Cordier
- Philippe Brigaud : le réalisateur reporter
- Thalie Frugès : Joëlle, l'assistante
- Jeanne Goupil : Sophie
- Pierre Hatet : Giraud
- Elisabeth Mortensen : Christiane
- Catherine Privat : Collègue secrétaire de Alain Durieux
- Ophélie Koering : La petite fille insolente

## Autour du film
Paradis pour tous, tourné en mars 1982, est le dernier film de Patrick Dewaere, qui met fin à ses jours le 16 juillet 1982, soit un mois avant la sortie du film (le film lui est également dédié). En France, le film totalise 558 557 entrées, dont 149 413 entrées sur Paris et sa périphérie. Le film recevra dès sa sortie une « volée de bois vert comme jamais n'en a connu un long-métrage avec Dewaere », en particulier de la part de Marc Esposito qui dans Première écrit « C'est bien triste. De voir pour la dernière fois Dewaere dans un nouveau film et que ce soit celui-là. Un mauvais film. Avec un bon sujet et un grand acteur. Un film déplaisant, tout de même. Parce que les acteurs y sont maltraités, parce que la nudité des comédiennes y est filmée avec un voyeurisme de jardin public, parce que le scénario, sous prétexte d'"anticipation" n'a que faire de la plus élémentaire vraisemblance. En plus, il n'y a pas le moindre plan visuellement intéressant et ça fourmille de nécessités publicitaires vraiment trop voyantes. Triste ».
Jessua s'est également vu accuser par les médias d'avoir profité de l'état dépressif de Dewaere.
Stéphane Audran a été nommée aux Césars pour ce film, dans la catégorie du César de la meilleure actrice dans un second rôle en 1983.

## Lieux de tournage
- La compagnie d’assurances fictive "Mutuelle vie" ou travaille Alain Durieux est située dans l’immeuble art déco 8-10  Rue du Renard[7].
- Dammarie-les-Lys.
- Discothèque "Midnight Express", la Défense (Hauts-de-Seine)

## Critiques
Pour le magazine Télé 7 jours, Paradis pour tous est « outré, racoleur, un film qui crée un malaise, d'autant plus que c'était le dernier tourné par Patrick Dewaere ».